# Bobrovník
Bobrovník é um município da Eslováquia, situado no distrito de Liptovský Mikuláš, na região de Žilina. Tem 6,78 km² de área e sua população em 2018 foi estimada em 135 habitantes.

## Demografia
| Ano:        | 1994 | 2004   | 2014    | 2024   |
| ----------- | ---- | ------ | ------- | ------ |
| Broj ljudi: | 158  | 143    | 126     | 123    |
| Razlika:    |      | -9,49% | -11,88% | -2,38% |

| Ano:               | 2023 | 2024   |
| ------------------ | ---- | ------ |
| Número de pessoas: | 124  | 123    |
| Diferença:         |      | -0,80% |